# Rabbit Don't Come Easy
Albums de Helloween
The Dark Ride
(2000) Keeper of the Seven Keys: The Legacy
(2005)
Singles
1. Just a Little Sign
Sortie : 2003

Rabbit Don't Come Easy est le 10e album studio du groupe de power metal allemand Helloween. Il est sorti le 20 mai 2003 sur le label Nuclear Blast et a été produit par Charlie Bauerfeind. L'album mélange d'anciens éléments classiques du groupe avec de nouveaux sons et une production moderne.

## Historique
Cet album fut enregistré entre 2002 et 2003 en Espagne sur l'île de Tenerife dans le studio Mi Sueno ("Mon Rêve"). Il est le premier album du groupe avec le guitariste Sascha Gerstner qui remplace Roland Grapow.
Aucun batteur n'est répertorié pour la composition du groupe de cet album. Mark Cross fut embauché pour le poste avant l'enregistrement, mais il n'enregistra que 2 titres (Don't Stop Being Crazy et Listen to the Flies) avant de quitter le groupe pour cause de maladie. Le batteur de Motörhead, Mikkey Dee, joua sur le reste des titres de l'album. 
Le nouveau batteur Stefan Schwarzmann, enregistra avec le groupe une reprise de'Accept, Fast as a Shark, pour le titre bonus de la version japonaise de l'album. Il ne resta pas dans le groupe et sera remplacé par Daniel Löble dès l'album suivant. 
L'album se classa à la 26e place des charts allemands. En France il sera classé à la 119e position le 18 juin 2003.

## Liste des titres
Toutes les paroles sont écrites par Andi Deris, sauf pistes 3, 8 et 12 par Michael Weikath. Piste 13 par Markus Grosskopf..
| No  | Titre                   | Musique                                       | Durée |
| --- | ----------------------- | --------------------------------------------- | ----- |
| 1.  | Just a Little Sign      | Andi Deris                                    | 4:26  |
| 2.  | Open Your Life          | Andi Deris, Sascha Gerstner                   | 4:30  |
| 3.  | The Tune                | Michael Weikath                               | 5:35  |
| 4.  | Never Be A Star         | Andi Deris                                    | 4:10  |
| 5.  | Liar                    | Andi Deris, Sascha Gerstner, Markus Grosskopf | 4:55  |
| 6.  | Sun 4 The World         | Sascha Gerstner                               | 3:55  |
| 7.  | Don't Stop Being Crazy  | Andi Deris                                    | 4:21  |
| 8.  | Do You Feel Good        | Michael Weikath                               | 4:22  |
| 9.  | Hell Was Made In Heaven | Markus Grosskopf                              | 5:33  |
| 10. | Back Against The Wall   | Andi Deris, Michael Weikath                   | 5:44  |
| 11. | Listen to the Flies     | Andi Deris, Sascha Gerstner                   | 4:52  |
| 12. | Nothing To Say          | Michael Weikath                               | 8:27  |

| 13. | Far Away | Markus Grosskopf | 4:18 |

| 14. | Fast as a Shark (reprise d' Accept) | Wolf Hoffmann, Stefan Kaufmann, Udo Dirkschneider, Peter Baltes, Robert A. Smith-Diesel + Accept) | 3:38 |

| 13. | Far Away                              | Markus Grosskopf                                                                                  | 4:18 |
| 14. | Fast As A Shark (reprise d'Accept)    | Wolf Hoffmann, Stefan Kaufmann, Udo Dirkschneider, Peter Baltes, Robert A. Smith-Diesel + Accept) | 3:38 |
| 15. | Sheer Heart attack (reprise de Queen) | Roger Taylor                                                                                      | 3:31 |

## Musiciens
Helloween
- Andi Deris — chants
- Michael Weikath — guitare
- Sascha Gerstner — guitare
- Markus Grosskopf — basse
- Stefan Schwarzmann — batterie (pistes 13 & 14)

Musiciens additionnels
- Mark Cross — batterie (pistes 7 & 11)
- Mikkey Dee — batterie (pistes 1 à 6; 8 à 10 & 12) (session)
- Jørn Hellerbrock: claviers
- Olaf Senkbeil & Rolf Köhler: chœurs

## Charts
Charts album
| Pays      | Durée du classement | Meilleur classement |
| --------- | ------------------- | ------------------- |
| Allemagne | 3 semaines          | 26e                 |
| Finlande  | 2 semaines          | 23e                 |
| France    | 2 semaines          | 119e                |
| Italie    | 1 semaine           | 73e                 |
| Suède     | 4 semaines          | 12 e                |
| Suisse    | 1 semaine           | 93e                 |

Charts singles
| Année | Single             | Chart          | Durée du classement | Position |
| ----- | ------------------ | -------------- | ------------------- | -------- |
| 2003  | Just a Little Sign | Single Top 100 | 1 semaine           | 91e      |